# 蕭國基
蕭國基（Xiao Guoji，1978年11月3日—），香港已退役職業足球員，出生於廣東佛山，司職守門員，當年以國援身分加盟香港甲組足球聯賽球隊快譯通，其後曾代表香港隊上陣，2008年季中遭流浪解約後未有落班。

## 球員生涯
蕭國基出身於广东宏远，其後到香港發展，先後效力過快譯通、花花、傑志等香港甲組足球聯賽球隊。
蕭國基代表作是2004年，傑志邀請意大利甲組勁旅AC米蘭來港踢表演賽，該場賽事蕭國基表現神勇，替傑志瓦解了不少險球。
在2005-06年度球季，隨着國援王振鵬加盟傑志，蕭國基的正選地位不保。
於是蕭國基在球季結束後加盟流浪。
在2007-08年度球季，蕭國基在季中被流浪提早解約並退出職業球壇。

## 個人榮譽
- 香港足球明星選舉最佳十一人 一次(2000-01季度)

## 外部連結
- 香港足球總會網頁球員註冊資料 （页面存档备份，存于）